# Rafaela Porras y Ayllón
Santa Rafaela María Porras y Ayllón (Pedro Abad, Córdoba, España, 1 de marzo de 1850 - Roma, 6 de enero de 1925), más conocida por su nombre de religión, Rafaela María del Sagrado Corazón de Jesús,  fue una religiosa española, fundadora de la Congregación de las Esclavas del Sagrado Corazón de Jesús. Es venerada como santa por la Iglesia católica. 

## Biografía
Rafaela nació el 1 de marzo de 1850 en Pedro Abad, pueblo cordobés. Era hija del alcalde Ildefonso Porras y de Rafaela Ayllón Castillo, y tenía once hermanos y una hermana. Ella fue bautizada el 2 de marzo de 1850 en la iglesia de su pueblo natal. En 1854 murió su padre de cólera. En 1869 murió su madre, y en 1874, ella y su hermana Dolores se retiraron al convento de clarisas de Córdoba para meditar sobre su vocación religiosa. Al año siguiente ingresó en la asociación de hermanas del sagrado corazón, donde tomó el nombre de Rafaela María del Sagrado Corazón. Cuando la congregación se trasladó a Sevilla, las dos hermanas se quedaron en Córdoba donde, con la ayuda del obispo Ceferino González y Díaz Tuñón, fundaron el Instituto de Adoratrices del Santísimo Sacramento e Hijas de María Inmaculada, origen de la congregación.
Poco tiempo después de la fundación se trasladó con otras dieciséis religiosas a Andújar y después a Madrid, donde se les concedió la aprobación diocesana en 1877. Posteriormente, en 1887 el Papa León XIII aprobó la Congregación  Esclavas del Sagrado Corazón de Jesús. Tantas eran las virtudes de que hacía gala la hermana Rafaela, que fue conocida como «la humildad hecha carne».
La congregación empezó a crecer con nuevas fundaciones: Córdoba (1880), Jerez de la Frontera (1883), Zaragoza (1885), Bilbao (1886), Cádiz (1890) y Roma (1892). Nombrada superiora de la congregación en 1887, dejará el cargo en 1893 a causa de disensiones dentro de la institución, siendo nombrada su hermana Dolores. Con 43 años, y relegada de todo cargo, se retiró a Roma, donde pasó los últimos treinta años de su vida en el olvido. Finalmente falleció en 1925, fue enterrada en la sede de la congregación de la capítal italiana.